# Route nationale 564
Die N564 war eine französische Nationalstraße, die 1933 zwischen Nizza und der Grenze nach Monaco festgelegt wurde. 1939 wurde sie zur N559 bei Roquebrune-Cap-Martin verlängert. Dabei wurde ein kurzes Teilstück zum Seitenast N564A. Die N564 verlief parallel zwischen der N7 und N559 auf der Moyenne Corniche. 1978 wurde sie Teil der N7, die in diesem Bereich 2006 abgestuft und 2012 zur route métropolitaine wurde. In den 1990er Jahren bis um 2000 gab es eine N564 als Teil einer Umgehungsstraße von Toulouse, die über die Anschlussstelle 38 der A64 Verbindung zum Autobahnnetz hatte.

## N564a
Die N564A war von 1939 bis 1973 ein Seitenast der N564, der aus dieser entstand, als diese weiter nach Osten verlängert wurde. 1978 wurde sie zur N207 umgenummert mit der Funktion eines Seitenast des der N7. 2006 erfolgte die Abstufung und 2012 die Umstufung zur route métropolitaine 6307.